# بن فيلدز
بن فيلدز (بالإنجليزية: Benn Fields)‏ هو واثب عالي أمريكي، ولد في 17 ديسمبر 1954.

## روابط خارجية
- بن فيلدز على موقع الاتحاد الدولي لألعاب القوى (الإنجليزية)